# The Nightmare Before Christmas (banda sonora)
The Nightmare Before Christmas: Original Motion Picture Soundtrack é a trilha sonora de 1993 para o filme homônimo. Composto por Danny Elfman, a trilha sonora foi nomeada para o Globo de Ouro 1993 de melhor trilha sonora original. O álbum alcançou a 98ª posição na Billboard 200. Para o relançamento do filme de 2006 em Disney Digital 3-D, uma edição especial da trilha sonora foi lançada, um disco bônus que continha covers de diversas músicas do filme por Fall Out Boy, Panic! at the Disco, Marilyn Manson,Amy Lee e She Wants Revenge. Seis faixas demo original por Elfman também foram incluídos.

## Lista de faixas
| N.º | Título                             | Artista (s)                                                   | Duração |  |
| 1.  | "Overture"                         |                                                               | 1:48    |  |
| 2.  | "Opening"                          | Patrick Stewart                                               | 0:57    |  |
| 3.  | "This Is Halloween"                | Os Cidadãos de Halloween Town                                 | 3:16    |  |
| 4.  | "Jack's Lament"                    | Danny Elfman                                                  | 3:14    |  |
| 5.  | "Doctor Finklestein/In the Forest" |                                                               | 2:36    |  |
| 6.  | "What's This?"                     | Danny Elfman                                                  | 2:59    |  |
| 7.  | "Town Meeting Song"                | Danny Elfman, Elenco de Halloween                             | 2:56    |  |
| 8.  | "Jack and Sally Montage"           |                                                               | 5:17    |  |
| 9.  | "Jack's Obsession"                 | Danny Elfman, Elenco de Halloween                             | 2:46    |  |
| 10. | "Kidnap the Sandy Claws"           | Paul Reubens, Catherine O'Hara, Danny Elfman                  | 3:02    |  |
| 11. | "Making Christmas"                 | Danny Elfman, Os Cidadãos de Halloween Town                   | 3:57    |  |
| 12. | "Nabbed"                           |                                                               | 3:04    |  |
| 13. | "Oogie Boogie's Song"              | Ken Page, Ed Ivory                                            | 3:17    |  |
| 14. | "Sally's Song"                     | Catherine O'Hara                                              | 1:47    |  |
| 15. | "Christmas Eve Montage"            |                                                               | 4:43    |  |
| 16. | "Poor Jack"                        | Danny Elfman                                                  | 2:31    |  |
| 17. | "To the Rescue"                    |                                                               | 3:38    |  |
| 18. | "Finale/Reprise"                   | Danny Elfman, Catherine O'Hara, Os Cidadãos de Halloween Town | 2:44    |  |
| 19. | "Closing"                          | Patrick Stewart                                               | 1:26    |  |
| 20. | "End Title"                        |                                                               | 5:05    |  |

Em algumas versões do CD, "Title End" são duas faixas (20 e 21) com durações de 1:10 e 3:55, respectivamente. Neste caso, a faixa 21 é considerada uma "faixa escondida", pois apresenta a mesma música que a faixa nº 20, o que mantém "Title End", como só uma faixa.

### Disco bônus da reedição de 2006
| N.º | Título                                           | Participação especial | Duração |  |
| 1.  | "This Is Halloween"                              | Marilyn Manson        | 3:22    |  |
| 2.  | "Sally's Song"                                   | Amy Lee               | 3:20    |  |
| 3.  | "What's This?"                                   | Fall Out Boy          | 3:00    |  |
| 4.  | "Kidnap the Sandy Claws"                         | She Wants Revenge     | 5:09    |  |
| 5.  | "This Is Halloween"                              | Panic! at the Disco   | 3:36    |  |
| 6.  | "Making Christmas(Demo)"                         | Danny Elfman          | 5:34    |  |
| 7.  | "Oogie Boogie's Song(Demo)"                      | Danny Elfman          | 3:15    |  |
| 8.  | "Kidnap the Sandy Claws(Demo)"                   | Danny Elfman          | 2:51    |  |
| 9.  | "This Is Halloween(Demo)"                        | Danny Elfman          | 3:19    |  |
| 10. | "Town Meeting Song(Demo, exclusivo da Best Buy)" | Danny Elfman          | 2:47    |  |
| 11. | "What's This?(Demo, exclusivo da Best Buy)"      | Danny Elfman          | 3:00    |  |

Capa da edição especial de 2006.

As músicas demos "Kidnap a Sandy Claws" e "This Is Halloween" são invertidas na lista de faixas na parte de trás da capa do álbum e no encarte do disco.

### Versão em Português
1. Intro/Isto É Halloween
2. O Lamento De Jack
3. O Que É Isso?
4. Canção Da Sala De Reunião
5. Obsessão De Jack
6. Seqüestrar O Papai Cruel
7. Preparando O Natal
8. Música Do Monstro Verde
9. Música Da Sally
10. Pobre Jack
11. Retorno À Cidade Do Halloween
12. Final

## Créditos

### Principais cantores
| Jack         | Danny Elfman     |
| Sally        | Catherine O'Hara |
| Prefeito     | Glenn Shadix     |
| Oogie Boogie | Ken Page         |
| Lock         | Paul Reubens     |
| Shock        | Catherine O'Hara |
| Barrel       | Danny Elfman     |
| Pai Natal    | Ed Ivory         |

### Créditos do albúm adicional
- Albúm Produzido por Danny Elfman
- Produtores Associados: Bob Badami and Richard Kraft
- Diretor Musical : Steve Bartek
- Canções Orquestradas por Steve Bartek
- Partitura Orquestrada por Mark McKenzie
- Orquestrações Adicionais e Preparação Musical por Mark Mann
- Canção Conduzida por Chris Boardman
- Partitura Conduzida por J.A.C. Redford
- Gravação dos Vocais por Bill Jackson
- Gravação das Canções por Bobby Fernandez and Shawn Murphy
- Gravação da Partitura por Shawn Murphy
- Mixação da Música e Partitura por Shawn Murphy
- Engenheiros Assistentes: Sharone Rice, Bill Easystone, Mike Piersante, and Andy Bass
- Edição e Masterização Digital por Dave Collins
- Editor Musical: Bob Badami
- Assistente de Editor Musical: Letitia Rogers
- Vocal Auxiliar: Bobbi Page
- Auxiliar: Patti Zimmitti
- Copiador: Joel Franklin
- Assitente (Demo): Megan Cavallari
- Direção de Arte Original do Albúm por Gary Adler

### Conteúdo bônus
| 1. "This is Halloween" Produção e Mixagem: Marilyn Manson and Tim Skold 2. "Sally's Song" Produção: Mike Elizondo Mixagem: Adam Hawkins Engenheiro: Adam Hawkins @ Phantom Studio, Westlake Village, CA Engenheiro Assistente: Erin J. Funk-Dublan Teclado: Zac Rae Contrabaixo: Mike Elizondo Bateria: Charley Drayton Corda: The Section Quartet - Eric Gorfain, Daphne Chen, Leah Katz, Richard Dodd Arranjo das Cordas: Eric Gorfain Coordenador do Projeto: Jolie Levine 3. "What's This?" Produção e Mixagem: Neal Avron Gravação: Neal Avron and Erich Talaba Engenheiro: Matt Green Engenheiro Assistente: Zeph Sowers Gravado em: The Pass Studios (Los Angeles, Califórnia) Mixagem no: Paramount Studios(Hollywood, Califórnia) Assistente de Mixagem: George Gumbs | 4. "Kidnap the Sandy Claws" Produzido por: She Wants Revenge 5. "This Is Halloween" Produzido por: Panic! At the Disco and Rob Mathes Arranjos dos Vocais por: Ryan Ross and Brendon Urie Gravado por: Panic! At the Disco na casa de Ryan (Las Vegas, Nevada) Arranjo e Condução da Orquestra: Rob Mathes Gravação: Mark Mandelhaum, assistido por Alex Venguer no Legacy Recording Studio (Nova Iorque, Nova Iorque) Ajudante de Concerto e Orquestra: Sandra Park Copiador Musical: Mike and Lori Casteel Mixagem: Chris Shaw no Avatar Studios (Nova Iorque, Nova Iorque) 6-11. Demos Todas as Demos são cantadas por: Danny Elfman Síntese e Arranjo, Orquestragem e Performance das Faixas Demo por: Danny Elfman Gravação: Bill Jackson Mixagem: Noah Snyder Produção: Danny Elfman e Tim Burton |

- A&R: Dani Markman
- Assuntos de Negócios: Jeff Lowy
- Masterização: Pat Sullivan no Bernie Grundman Mastering (Hollywood, Califórnia)
- Direção Criativa: Steve Gerdes
- Design do Albúm: Greg Ross